# Дорогов, Михаил Владимирович
Михаил Владимирович Дорогов (7 января 1958 — 11 марта 2016) — учёный, педагог, доктор химических наук, профессор, создатель и директор научно-образовательного центра «Инновационные исследования» Ярославского государственного педагогического университета им. К. Д. Ушинского, директор центра трансфера технологий на базе ЯГПУ, член Координационного совета по созданию и развитию Ярославского фармацевтического кластера, член Совета директоров Центра высоких технологий «ХимРар».

## Биография
Стаж научно-педагогической деятельности — 33 года. Создал научно-образовательный центр «Инновационные исследования» Ярославского государственного педагогического университета им. К. Д. Ушинского. Возглавлял кафедру химии, теории и методики преподавания химии ЯГПУ им. К. Д. Ушинского (с 2000 года). Умер 11 марта 2016 года.

## Образование
Высшее образование — Ярославский политехнический институт, инженер-химик-технолог по специальности «Химическая технология синтетического каучука» (1980).
Дополнительное профессиональное образование — государственное и муниципальное управление (2011), управление персоналом (2012), менеджмент и экономика (2012), управление проектами (2013).

## Публикации
Автор 250 печатных трудов — научных и учебно-методических работ, а также авторских свидетельств СССР, патентов РФ и зарегистрированных ноу-хау.

## Научная деятельность
Разработки технологии производства активных фармацевтических субстанций и мономеров для термостойких полимерных материалов, учебно-методическая работа, связанная с подготовкой научных и педагогических кадров для системы образования и фарминдустрии. Подготовил 12 кандидатов наук и 1 доктора наук по специальности «Органическая химия».
Научные исследования в области органической и медицинской химии, разработка и внедрение проектов высокотехнологичного производства активных фармацевтических субстанций, подготовка научных, научно-производственных и научно-педагогических кадров для системы естественно-научного образования и фарминдустрии.

## Награды
Лауреат премии Ленинского комсомола в области науки, техники и производства.
Награждён памятным знаком «200 лет высшей школы Ярославской области», почётным знаком губернатора Ярославской области «За заслуги в науке».

## Память
Именем профессора Дорогова назван созданный в Ярославле при его непосредственном участии «Центр трансфера фармацевтических технологий им. М.В. Дорогова».